# I Live for You
"I Live for You" es una canción de George Harrison originalmente grabada durante las sesiones del álbum All Things Must Pass en 1970. La canción no se publicó en la versión original del álbum ya que Harrison creía que no era lo suficientemente buena como para incluirla. En 2000, Harrison y su equipo de grabación volvieron a interpretarla con el fin de poder mejorarla. La canción fue lanzada como una pista adicional para la reedición de 2001 de All Things Must Pass.
Dado a los arraigados puntos de vista religiosos en las canciones de Harrison, se podría interpretar la letra como la expresión de una devoción espiritual. Sin embargo, como varias de las composiciones de Harrison, la letra se presta igualmente a ser interpretado como una canción de amor.